# تسكين متحكم به من قبل المريض

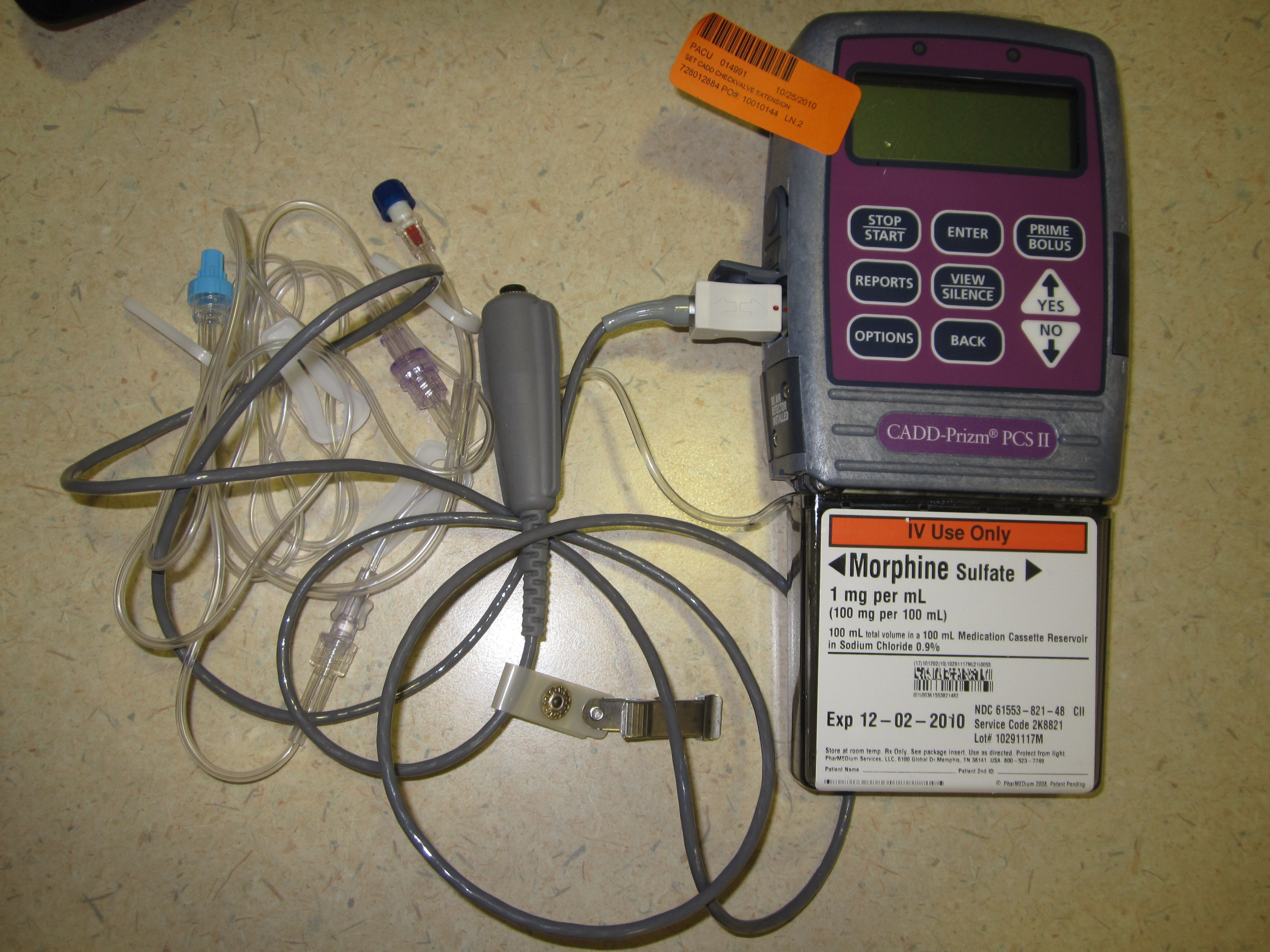
مضخة تسريب يتحكم بها المريض, معدة لإعطاء المورفين وريديا لغرض تسكين ألم ما بعد العملية

التسكين الذي يتحكم فيه المريض أو تسكين متحكم به من قبل المريض (بالإنجليزية: Patient-controlled analgesia ومختصرها (PCA))‏ هو أي طريقة تسمح للشخص الذي يعاني من الألم بتخفيف آلامه.
التسريب قابل للبرمجة بواسطة الواصف. إذا كانت مبرمجة وتعمل على النحو المنشود، فمن غير المرجح أن تقدم الآلة جرعة زائدة من الدواء. يجب أن يلاحظ مقدمو رعاية الصحية دائما الإعطاء الأول لأي دواء مسكن يتحكم به المريض لم يتم إعطاؤه من قبل للاستجابة لردود الفعل التحسسية.

## طرق الإعطاء
- عن طريق الفم، مثل استعمال المسكنات المختلفة سواء كانت أدوية متاحة بدون وصفة أو مصروفة بوصفة طبية
- عن طريق الوريد، حيث يمكن استعمال مضخة التسريب ويتحكم المريض الراقد في المستشفى بإعطاء الدواء بواسطة زر،[4] غالبا ما تستعمل هذه الطريقة لمعالجة مرضى الألم الحاد والمزمن. تستعمل عادة لمعالجة الألم بعد العمليات الجراحية، ولمرضى السرطان.[5] وغالبا ما تستعمل الأدوية الناركوتية بهذه الطريقة.[6][7] ويجب على مقدمي الرعاية الصحية مراقبة المريض طوال اليوم للتأكد من الاستعمال السليم لهذه الطريقة.[8]
- إعطاء فوق الجافية، وتستعمل عبارة «تسكين عن طريق فوق الجافية متحكم به من قبل المريض» (بالإنجليزية: Patient-controlled epidural analgesia  ومختصرها(PCEA))‏ حيث يحقن الدواء في حيز فوق الجافية على شكل بلعات متقطعة أو بواسطة مضخة تسريب. وتستعمل هذه الطريقة للنساء أثناء الولادة أو مرضى السرطان أو معالجة الألم بعد العملية.[5]
- الاستنشاق. كما في المنشقة التي انتجتها مختبرات أبوت عام 1968 وكانت تحتوي على ميثوكسي فلوران ومعدة لغرض تسكين الألم.[9] سحبت المنشقة عام 1974، لكن ميثوكسي فلوران ما زال مستعملا في أستراليا ونيوزيلندا لهذا الغرض.[10][11][12][13][14][15]
- عن طريق الأنف، حيث تتوفر بعض الأدوية الناركوتية على شكل بخاخ أنفي.[16]
- عبر الجلد، كما في أظمة الإعطء عبر الجلد، وبضمنها الإرحال الأيوني. من الأدوية المستعملة الناركوتية الفينتانيل، والمخدرات الموضعية مثل ليدوكائين. كما كان آيونتوكائين يعطى عن طريق الإرحال الأيوني.

## التسمية
يُسمى أيضًا تسكين الألم المضبط بتحكم المريض أو التسكين بتوجيه المريض أو تسكين يتحكم فيه المريض.